# Maure de Bretagne Comunitat

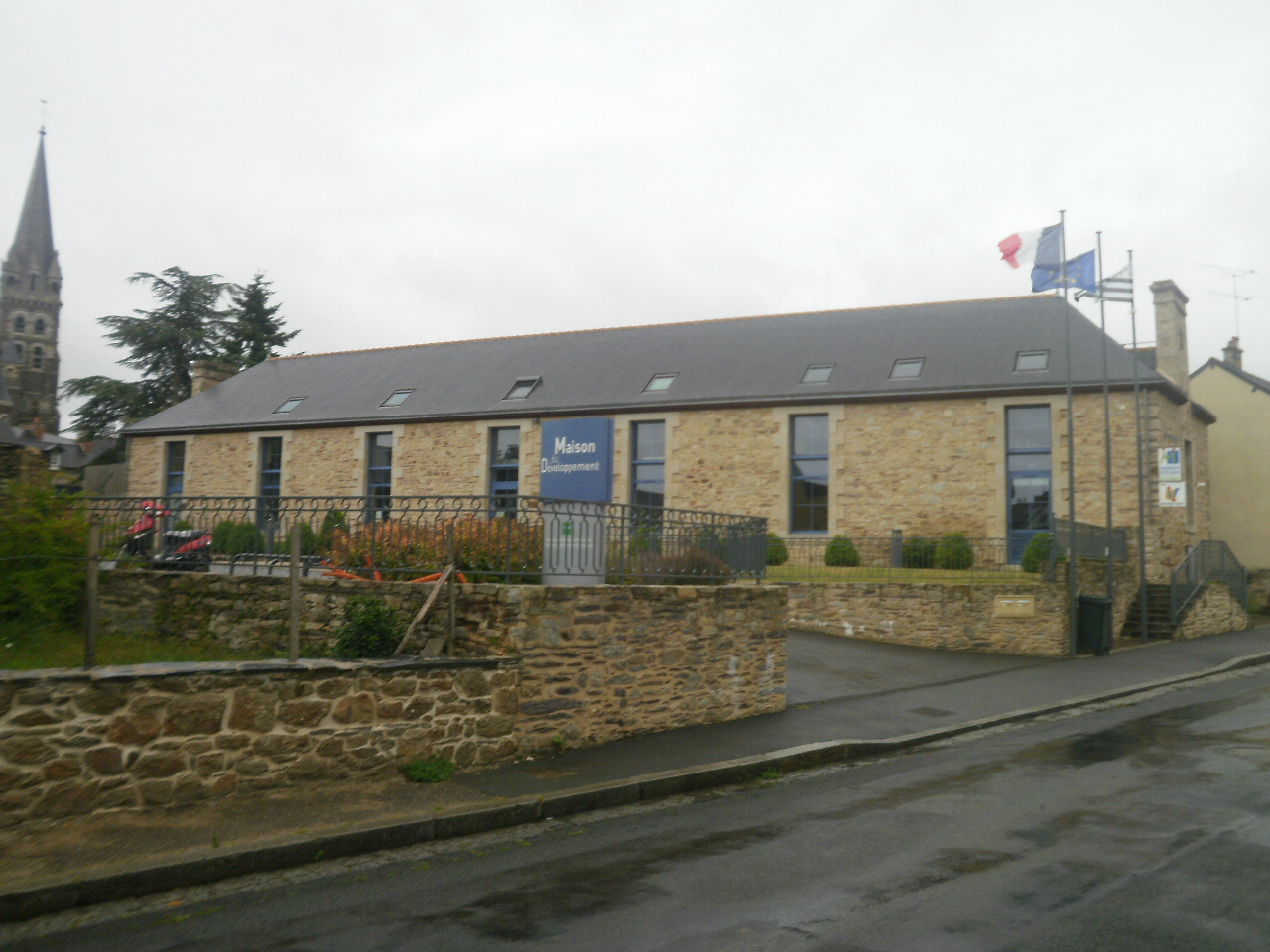
Seu de Maure de Bretagne communauté

La Maure de Bretagne Comunitat (en bretó Kumuniezh kumunioù Bro Anast) és una estructura intercomunal francesa, situada al departament de l'Ille i Vilaine a la regió Bretanya, al País de Redon i Vilaine. Té una extensió de 176,29 kilòmetres quadrats i una població de 7.625 habitants (2009). Està a 40 kilòmetres de Rennes, on estava el mític bosc de Brocéliande.

## Composició
Agrupa 9 comunes :
1. Bovel
2. Les Brulais
3. Campel
4. La Chapelle-Bouëxic
5. Comblessac
6. Loutehel
7. Maure-de-Bretagne
8. Mernel
9. Saint-Séglin

## Administració
| Data d'elecció                             | Identitat          | Partit          | Qualitat |
| ------------------------------------------ | ------------------ | --------------- | -------- |
| 1995-2001                                  | Yvon Cardinal      | (Divers droite) |          |
| 2001-                                      | Pierre-Yves Reboux | MoDem           |          |
| Les dades anteriores no són pas conegudes. |                    |                 |          |
|                                            |                    |                 |          |